# Scott Martin (pilot rajdowy)
Scott Martin (ur. 6 listopada 1982) – brytyjski pilot rajdowy Elfyna Evansa, a wcześniej m.in. Craiga Breena, Khalida Al-Qassimiego i Matthew Wilsona. Jest członkiem zespołu M-Sport Ford World Rally Team.